# Wolfgang Blaschek
Wolfgang Blaschek (* 4. März 1949) ist ein deutscher Biologe mit Schwerpunkt Pharmazeutische Biologie.

## Leben
Blaschek studierte Agrarbiologie an der Universität Hohenheim in Stuttgart, wo er 1978 am Institut für Physiologie und Biotechnologie der Pflanzen promovierte. Ein Jahr später wechselte er an das Institut für Pharmazeutische Biologie der Universität Regensburg und habilitierte dort 1987 im Fachbereich Pharmazeutische Biologie. 1992 wurde er als Professor für Pharmazeutische Biologie an das Pharmazeutische Institut der Universität Kiel berufen. Zum Ende des Sommersemesters 2014 wurde Wolfgang Blaschek in den Ruhestand versetzt.
Blaschek ist als Nachfolger von Rudolf Hänsel Mitherausgeber von Hagers Enzyklopädie der Arzneistoffe und Drogen.
Seine Forschungsschwerpunkte sind die Isolierung, Strukturaufklärung und biologische Aktivität sekundärer Pflanzenstoffe. Sein besonderer Schwerpunkt liegt dabei auf der Untersuchung der Polysaccharide.